# Прібешть
Прібешть, Прібешті (рум. Pribești) — село у повіті Васлуй в Румунії. Входить до складу комуни Кодеєшть.
Село розташоване на відстані 304 км на північний схід від Бухареста, 30 км на північ від Васлуя, 31 км на південний схід від Ясс.

## Населення
За даними перепису населення 2002 року у селі проживали 1338 осіб, усі — румуни. Рідною мовою 1337 осіб (99,9%) назвали румунську.